# La giumenta verde
La giumenta verde (La jument verte) è un film del 1959 diretto da Claude Autant-Lara tratto dal romanzo omonimo di Marcel Aymé del 1933.

## Trama
Durante il regno di Napoleone III una giumenta verde nacque improvvisamente nella fattoria di Jules Haudouin, un agricoltore e sensale di cavalli; questa singolare meraviglia, oltre ad accrescere la notorietà degli Haudouin contribuì, e non poco, a fare la loro fortuna. Ma quando si dice notorietà, quando si dice fortuna, si dice anche invidia dei vicini, e con l'invidia, l'odio. Ecco spiegato come mai le relazioni degli Haudouin e dei loro vicini Maloret non fossero più quelle di una volta.

## Distribuzione
Distribuito in Francia il 29 ottobre 1959 col divieto ai minori di 21 anni, in Italia venne distribuito nel settembre 1962 col divieto ai minori di 18 anni, ritenuto offensivo del pudore, della morale e del buon costume, dopo essere stato bloccato dalla censura nella revisione del 13 maggio 1960.